# Mireșu Mare
Mireșu Mare es una comuna ubicada en el distrito de Maramureș, Rumania.

## Superficie
Cuenta con una superficie de 73,66 kilómetros cuadrados.

## Demografía
Hasta 2021 la población era de 5030 habitantes, con una densidad de población de 68,29 habitantes por kilómetro cuadrado.